# モリエール (列車)

赤: パリ・ルール、モリエールの運行経路
青 : タリスの運行経路

モリエール(Molière)、旧名パリ・ルール(Paris-Ruhr)はフランスのパリとドイツ北西部のドルトムント、ケルンなどをベルギー南部経由で結んでいた国際列車である。1954年にパリ・ルールの名で運行を開始し、1973年にモリエールと改名、1997年にタリスがケルンまで乗り入れたのとともに廃止された。1957年から1979年まではTEEであり、その後1980年から1983年までと1986年からはインターシティ、1987年からはユーロシティであった。
列車名は17世紀フランスの劇作家モリエールに由来する。旧名のパリ・ルールは列車の結んでいた地域名（パリとルール地方）を意味する。
パリとドイツ北西部を結んでいたその他の列車についてはフランス・ドイツ間の国際列車、パルジファル (列車)およびタリスを参照。

## 歴史

### パリ・ルール
パリ・ルールは1954年5月23日、フランスのパリと西ドイツのドルトムントをリエージュ（ベルギー）、ケルンなどを経由して結ぶ列車として運行を開始した。これはそれまで存在したパリ - リエージュ間の列車「サンブル・エ・ムーズ(Sambre et Meuse))」を置き換えたものである。新旧の名称が表すように、パリとルール川流域をサンブル川、ムーズ川流域経由で結んでいた。サンブル・エ・ムーズはフランス国鉄の気動車を使用していたが、パリ・ルールの車両はドイツ連邦鉄道（西ドイツ国鉄）の気動車であった。
1957年6月2日のTEE発足と同時に、パリ・ルールはTEEの一列車となった。ダイヤは早朝にドルトムントを発車して昼過ぎにパリに到着、折り返し夕方にパリを出てドルトムントには深夜に戻るものである。所要時間はパリ行きが7時間01分、ドルトムント行が6時間49分であった。1957年10月3日には同じパリ - ドルトムント間を逆パターンのダイヤ（午前にドルトムント行、夕方にパリ行）で走るTEEパルジファルが新設され、同区間のTEEは二往復となった。
1960年5月29日のダイヤ改正ではパルジファルと使用車両が交換され、パリ・ルールはフランス国鉄のTEE用気動車を用いるようになった。しかし1965年には再び西ドイツ国鉄車に戻された。
1969年6月1日からは、パリ・ルールは新たに製造されたフランス国鉄のミストラル69型客車を用いた客車列車となった。ただしこの時点ではナミュール - リエージュ間がまだ非電化であったため、同区間はディーゼル機関車牽引であった。1970年9月に同区間の電化が完了し、パリ・ルールは全区間電気機関車牽引となった。この結果所要時間はドルトムント行で6時間08分、パリ行で5時間58分にまで短縮された。
1971年9月26日のダイヤ改正で、パリ・ルールはパリ - デュッセルドルフ間に短縮された。これはルール地方での乗車率が低かったためであるのと同時に、このダイヤ改正で西ドイツ国鉄がインターシティ網を構築し長距離列車を再編したためでもある。パリ・ルールはデュッセルドルフ中央駅でルール地方方面へのインターシティ「ラインブリッツ(Rheinblitz)」と接続するようになった。

### TEEモリエール
1971年の区間短縮により、パリ・ルールはルール地方に乗り入れなくなり、名前と実態が一致しなくなった。このため西ドイツ国鉄が改名を求め、1973年6月3日から列車名は「モリエール」となった。
1975年6月1日には運行区間がさらに短縮されてパリ - ケルン間となり、ケルン中央駅でデュッセルドルフ、ドルトムント方面およびヴッパータール、ハーゲン方面へのインターシティと接続するようになった。このとき西ドイツ国鉄はモリエールを廃止することを提案していたが、ベルギー国鉄の反対によりケルン以西は存続した。
1975年冬にはバー（ビュッフェ）の営業が利用率の低迷を理由に中止された。1976年夏からは土曜日は運休となり、さらに1978年冬のダイヤ改正で日曜日も運休となった。
そして1979年5月27日のダイヤ改正でモリエールは二等車を含む列車となり、TEEではなくなった。この改正ではモリエールと接続する西ドイツのインターシティも二等車を連結するようになった。なおTEEとしての最終運行はダイヤ改正2日前の5月25日（金曜日）である。

### インターシティ、ユーロシティ
1980年6月1日から西ヨーロッパの国際列車に対してもインターシティの種別名が用いられるようになり、モリエールはパリ - ケルン間のインターシティとなった。
1983年夏のダイヤ改正でモリエールは一旦インターシティではなくなり、パリ - コペンハーゲン間の夜行急行列車(D-Zug)となった。1986年夏には再びインターシティになり、運行区間はパリ - ドルトムント間となった。
1987年5月31日のユーロシティ発足とともにモリエールはユーロシティの一列車となった。
1997年12月14日、パリ - ケルン間をブリュッセル、リエージュ経由で結ぶタリスが運行を開始したのと引き替えに、モリエールは廃止された。なおこの時にはパリ - ナミュール間をモンス、シャルルロワ経由で結ぶ系統のタリスも運行を始めており、モリエール、パルジファルの中間停車駅とパリとを結んだ。この系統は後にリエージュまで延長されている。

### 年表
- 1953年5月23日 : 「パリ・ルール」、パリ - ドルトムント間で運行開始。
- 1957年6月2日 : TEEに種別変更。
- 1969年6月1日 : 客車列車化。
- 1971年9月26日 : パリ - デュッセルドルフ間に短縮。
- 1973年6月3日 : 列車名を「モリエール」に変更。
- 1975年6月1日 : パリ - ケルン間に短縮。
- 1979年5月25日 : TEEとしての最終運行。
  - 5月27日 : 二等車を含む急行列車となる。
- 1980年6月1日 : インターシティに種別変更。
- 1983年夏 : パリ - コペンハーゲン間の夜行急行列車となる。
- 1986年6月1日 : パリ - ドルトムント間のインターシティとなる。
- 1987年5月31日 : ユーロシティに種別変更。
- 1997年12月14日 : 廃止。

## 停車駅一覧
TEE時代のパリ・ルール、モリエールの停車駅は以下の通り。比較のため2009年-10年冬ダイヤにおけるタリスの停車駅も併せて記す。
| 国       | 駅名                                | パリ・ルール  | パリ・ルール  | パリ・ルール   | モリエール    | モリエール    | モリエール     |                    | タリス             | タリス |
| 国       | 駅名                                | 1957年6月2日- | 1969年6月1日- | 1971年9月26日- | 1973年6月3日- | 1975年6月1日- | 1978年10月1日- | 2009年12月13日時点 | 2009年12月13日時点 |        |
| -------- | ----------------------------------- | ------------- | ------------- | -------------- | ------------- | ------------- | -------------- | ------------------ | ------------------ | ------ |
| フランス | パリ北駅                            | ●             | ●             | ●              | ●             | ●             | ●              |                    | ●                  | ●      |
| フランス | サン＝カンタン駅 Saint-Quentin      | ｜            | ▼             | ▼              | ▼             | ▼             | ●              | ∥                  | ∥                  |        |
| フランス | モブージュ駅 Maubeuge               | ●             | ●             | ●              | ●             | ●             | ●              | ∥                  | ∥                  |        |
| ベルギー | シャルルロワ南駅                    | ●             | ●             | ●              | ●             | ●             | ●              | ∥                  | ●                  |        |
| ベルギー | ナミュール駅                        | ●             | ●             | ●              | ●             | ●             | ●              | ∥                  | ●                  |        |
| ベルギー | リエージュ＝ギユマン駅              | ●             | ●             | ●              | ●             | ●             | ●              | ●                  | ●                  |        |
| ベルギー | ヴェルヴィエ中央駅 Verviers-Central | ●             | ●             | ●              | ●             | ●             | ●              | ∥                  |                    |        |
| ベルギー | エルベスタル駅 Herbesthal           | ※             | ｜            | ｜             | ｜            | ｜            | ｜             | ∥                  |                    |        |
| 西ドイツ | アーヘン中央駅                      | ●             | ●             | ●              | ●             | ●             | ●              | ●                  |                    |        |
| 西ドイツ | ケルン中央駅                        | ●             | ●             | ●              | ●             | ●             | ●              | ●                  |                    |        |
| 西ドイツ | デュッセルドルフ中央駅              | ●             | ●             | ●              | ●             |               |                |                    |                    |        |
| 西ドイツ | デュースブルク中央駅                | ●             | ●             |                |               |               |                |                    |                    |        |
| 西ドイツ | エッセン中央駅 Essen Hbf            | ●             | ●             |                |               |               |                |                    |                    |        |
| 西ドイツ | ボーフム中央駅 Bochum Hbf           | ●             | ｜            |                |               |               |                |                    |                    |        |
| 西ドイツ | ドルトムント中央駅                  | ●             | ●             |                |               |               |                |                    |                    |        |

| ●    | ｜   | ∥        | ▼                    | ※        |
| ---- | ---- | -------- | -------------------- | -------- |
| 停車 | 通過 | 経由せず | ドイツ方面行のみ停車 | 注釈参照 |

1. ↑  この間モンス駅（ベルギー）に停車。
2. ↑  この間ブリュッセル南駅に停車。
3. ↑  ベルギーとドイツの国境駅
4. ↑  1959年夏から1966年夏まで停車
5. ↑  1990年以降はドイツ

## 車両

### 気動車・客車
1979年までのパリ・ルール、モリエールで用いられた気動車、客車は以下の通り。
| 期間                           | 所属         | 形式                              | 備考                       |
| ------------------------------ | ------------ | --------------------------------- | -------------------------- |
| 1954年5月23日 - 1957年12月22日 | 西ドイツ国鉄 | VT08.5型気動車(DB-Baureihe VT 08) | 4両編成                    |
| 1957年12月23日 - 1960年5月28日 | 西ドイツ国鉄 | VT11.5型気動車                    | 7両（客車5両）編成         |
| 1960年5月29日 - 1965年5月29日  | フランス国鉄 | X2770型気動車(X 2770)             | 4両編成（2両基本編成 × 2） |
| 1965年5月30日 - 1969年5月31日  | 西ドイツ国鉄 | VT11.5型気動車                    | 8両（客車6両）編成         |
| 1969年6月1日 - 1979年5月25日   | フランス国鉄 | ミストラル69型客車                |                            |

1957年6月2日のTEE化の時点においては、西ドイツ国鉄のTEE専用車両であるVT11.5型は製造が間に合わず、パリ・ルールでは以前からの西ドイツの幹線用気動車であるVT08.5型が用いられた。同年末になってようやくVT11.5型と置き換えられた。
1960年にはパルジファルとの使用車両の交換が行なわれた。これはパルジファルがパリ - ハンブルク間に延長され、西ドイツ国内の走行距離が長くなったため、こちらに西ドイツ国鉄車をあてるためであった。なおこの時編成両数が減っているが、VT11.5型は両端の先頭車が客の乗らない動力車であり、客車一両の長さも他国のTEE用気動車と比べ短いため、X2770型4両の方がVT11.5型7両（客車5両）より定員は多い。
1965年に再びVT11.5型に戻ったのは、それまで同車両を用いていたTEEヘルヴェティア（ハンブルク - チューリッヒ）が客車列車化されたため、余剰となった車両を用いたものである。
1969年にはフランス国鉄がTEEル・ミストラル（パリ - ニース）用に製造したミストラル69型客車がパリ・ルールにも充当された。編成は一等コンパートメント車(A8)2両または3両、食堂車1両、一等開放座席・バー車(A3r)1両、一等開放座席・荷物・電源車(A4D)1両の計5両から6両編成である。一等開放座席・バー車はル・ミストラルの「特別バー」車とは異なり、1969年時点ではパリ・ルールでのみ用いられた車両である。

### 機関車
TEE時代にパリ・ルール、モリエールを牽引した電気機関車は以下の通り。電化方式はフランスが交流25kV50Hz、ベルギーが直流3000V、西ドイツが交流15kV16 2/3Hzである。パリとリエージュ（電化完了まではナミュール）の間はベルギー国鉄の交直流機関車が牽引した。リエージュ＝ギユマン駅では方向転換とともに機関車交換が行なわれた。西ドイツとベルギーの国境駅であるアーヘン中央駅では停車中に送電方式を切り替えられるようになっており、リエージュ - アーヘン間のみやアーヘン以東の西ドイツ国内のみを牽引する機関車は単電源対応のものも用いられた。
| 所属         | 形式                   | 対応電源                   | 対応電源               | 対応電源                       | TEEでの運用期間 |
| 所属         | 形式                   | 交流25kV 50Hz （フランス） | 直流3000V （ベルギー） | 交流15kV 16 2/3Hz （西ドイツ） | TEEでの運用期間 |
| ------------ | ---------------------- | -------------------------- | ---------------------- | ------------------------------ | --------------- |
| ベルギー国鉄 | 15形(HLE 15)           | ○                          | ○                      | ○                              | 1969年 - 1979年 |
| ベルギー国鉄 | 16形(HLE 16)           | ○                          | ○                      | ○                              | 1969年 - 1979年 |
| ベルギー国鉄 | 22形(HLE 22)           | ×                          | ○                      | ×                              | 1969年 - 1979年 |
| ベルギー国鉄 | 23形(HLE 23)           | ×                          | ○                      | ×                              | 1971年 - 1979年 |
| ベルギー国鉄 | 25形(HLE 25)           | ×                          | ○                      | ×                              | 1971年 - 1979年 |
| ベルギー国鉄 | 26形(HLE 26)           | ×                          | ○                      | ×                              | 1971年 - 1979年 |
| 西ドイツ国鉄 | 184型(DB-Baureihe 184) | ○                          | ○                      | ○                              | 1969年 - 1979年 |
| 西ドイツ国鉄 | 110型(DB-Baureihe 110) | ×                          | ×                      | ○                              | 1969年 - 1973年 |
| 西ドイツ国鉄 | 103型(DB-Baureihe 103) | ×                          | ×                      | ○                              | 1973年 - 1979年 |

また1969年から1970年まではナミュール - リエージュ間をベルギー国鉄の52型、54型、55型のいずれかのディーゼル機関車が牽引した。